# 昌江区
昌江区（しょうこう-く）は中華人民共和国江西省景徳鎮市に位置する市轄区。

## 行政区画
- 街道:西郊街道、新楓街道、呂蒙街道
- 鎮:鯰魚山鎮、麗陽鎮
- 郷:荷塘郷

## 交通

### 鉄道
- 中国鉄路総公司
  - 皖贛線

### 道路
- 高速道路
  - 済広高速道路
- 国道
  - G206国道